# 杨休
杨休（？—583年11月21日至12月19日之间），弘农郡华阴县（今陕西省华阴市）人，出自弘农杨氏越公房，北周、隋朝官员。

## 生平
大统元年（535年），杨休出任武平王掾。大统十七年（551年），郑国公达奚武讨伐南梁的梁州，上奏请求杨休跟随。凯旋后，杨休因为战功居于第一，加仪同三司。武成二年（560年），杨休出任武乡县县令，因为是故乡地区，同乡都以此为荣。保定四年（564年），杨休跟随千金公权景宣讨伐讨伐紫溪的贼寇，当时周军面临敌众我寡的情况，运粮的道路不通，杨休设置奇策，贼人瓦解。开皇元年（581年），杨休加上仪同三司、大将军，同年七月出任泸州刺史，封平武县开国公，食邑二千户。开皇三年（583年）十一月，杨休在私人住宅中去世，大业三年龙集丁卯十一月丙午朔四日己酉（607年11月28日）葬于华阴东原墓地。

## 家庭

### 祖父
- 杨钧，北魏侍中、骠骑大将军、七兵尚书、北道大行台、恒州刺史、司空、临贞文恭公[1]

### 父亲
- 杨俭，西魏侍中、卫将军、金紫光禄大夫、北雍州刺史、华州大中正、夏阳庄公[1]

### 兄弟姐妹
- 杨□，北周使持节、车骑大将军、开府仪同三司、淅州刺史、夏阳县开国侯
- 杨文昇
- 杨文义，西魏辅国将军、中散大夫、都督
- 杨文殊，隋朝上开府仪同三司、总管吴泉括婺四州诸军事、吴州刺史、昌乐县开国公
- 杨文勰，北周使持节、骠骑大将军、开府仪同三司、膳部大夫、广平县开国公
- 杨文举
- 杨文朗，隋朝仪同三司、滁州刺史、义兴县开国公
- 杨文雅
- 杨文若
- 杨文伟，隋朝骠骑将军、开府仪同三司、温安二州刺史、永平公
- 杨文端，北周大都督、卫王府记室参军
- 杨氏，嫁开府仪同、金城郡开国公纥豆陵善世子仪同纥豆陵荣定

### 子女
- 杨师，第二子，奋武县县尉[1]